# The Unified Field
The Unified Field è il quinto album in studio del musicista britannico IAMX, pubblicato il 22 marzo 2013 dalla 61seconds.

## Tracce
Testi e musiche di Chris Corner.
1. I Come with Knives – 4:21
2. Sorrow – 4:42
3. The Unified Field – 4:11
4. The Adrenalin Room – 3:02
5. Quiet the Mind – 4:00
6. Under Atomic Skies – 3:47
7. Screams – 3:51
8. Come Home – 3:57
9. Animal Impulses – 3:54
10. Walk with the Noise – 4:00
11. Land of Broken Promises – 4:42
12. Trials – 3:48

You Can Be Happy – DVD bonus nell'edizione deluxe
1. Prologue
2. You Can Be Happy
3. Change
4. Quiet the Mind
5. The Unified Field
6. Demo-itis
7. Come Home (Part 1)
8. Live Loyalty
9. Finding UFO
10. Under Atomic Skies
11. Walk with the Noise
12. Moscow
13. Liam Howe
14. Animal Impulse
15. Come Home (Part 2)
16. Plegemusic
17. Post UFO (Turmwerk)
18. Fucking Cables
19. Richard
20. Alberto
21. Sorrow
22. Practical Things
23. Roll Credits
24. Quiet the Mind (Acoustic)
25. Friendship
26. Broken Promises 1
27. Broken Promises 2
28. Screams
29. Mein kiez stinkt mir

## Formazione
Hanno partecipato alle registrazioni, secondo le note di copertina:
Musicisti
- Chris Corner – voce, programmazione, dulcimer (tracce 1, 7 e 12), chitarra (tracce 1, 2, 8, 10 e 12), sintetizzatore ed effetti sonori (eccetto traccia 11), pianoforte (tracce 3 e 11), basso (tracce 3 e 4), Fender Bass VI (traccia 5), chitarra acustica (tracce 5-7, 11), vibrafono (tracce 5 e 8), glockenspiel (tracce 5, 7 e 12), clavicembalo e theremin (traccia 8), tambourine sword (traccia 11)
- Liam Howe – programmazione aggiuntiva, sintetizzatore (tracce 5, 6 e 8), loop di moog (traccia 5), flauto dolce (traccia 9)
- Jeff Collier – batteria (tracce 1 e 10)
- Alberto Alvarez – chitarra ed effetti sonori aggiuntivi (traccia 1)
- Janine Gezang – voce (tracce 1, 6, 8 e 11), grancassa, rullante e percussioni (traccia 5), bodhrán (traccia 11)
- Richard Ankers – batteria aggiuntiva (traccia 4)
- Jim Abbiss – percussioni (traccia 5), basso (tracce 6 e 10), shaker (traccia 11)
- Florentin Chiran – strumenti ad arco (tracce 8 e 11)
- The Unfall Orchestra – ottoni e timpani (traccia 9)

Produzione
- Chris Corner – produzione, ingegneria del suono, missaggio, mastering
- Janine Gezang – assistenza tecnica, coordinazione
- Jim Abbiss – produzione e ingegneria del suono (tracce 3, 5, 6, 8-11)